# Logis du Chancelier de Montrésor
Le logis du Chancelier de Montrésor est un bâtiment implanté dans le centre du bourg de cette commune d'Indre-et-Loire, à proximité du château.
Construit en 1581 comme dépendance du château, cet hôtel particulier a accueilli, depuis 1860, la gendarmerie, avant que la mairie et la bibliothèque municipale ne s'y installent à la fin des années 1990, à l'issue d'une rénovation du bâtiment.

## Localisation
Le logis du Chancelier, bâtiment orienté nord-sud, se situe à l'ouest de l'éperon rocheux qui supporte le château, dont seule la Grande Rue, creusée dans le tuffeau, le sépare.

## Historique
Le logis du Chancelier a été construit en 1581, peut-être par ou pour le compte d'un membre de la famille Batarnay ; c'était alors une dépendance du château. Cet hôtel particulier devient, en 1860 le siège de la gendarmerie de Montrésor à laquelle il est loué. Le comte Xavier Branicki devient propriétaire en 1869 ; le bail est prorogé.
Dans les années 1970, la gendarmerie occupe toujours les lieux, mais également un bâtiment voisin construit pour l'occasion avant qu'elle ne s'installe dans de nouveaux locaux en 1993. En 1997, et à la suite de ce déménagement, la commune de Montrésor reçoit le prix départemental des Rubans du Patrimoine pour l'Indre-et-Loire, pour la restauration du logis du Chancelier et son aménagement en mairie et bibliothèque,.
Les façades et la toiture du logis du Chancelier de Montrésor ainsi que les lucarnes qu'elle comportent ont été inscrites au titre des monuments historiques par arrêté du 18 juin 1962. Exception faite de la façade est, qui a reçu un enduit moderne lors de la restauration de l'édifice, les autres murs présentent encore leur appareillage en petits moellons.

## Architecture

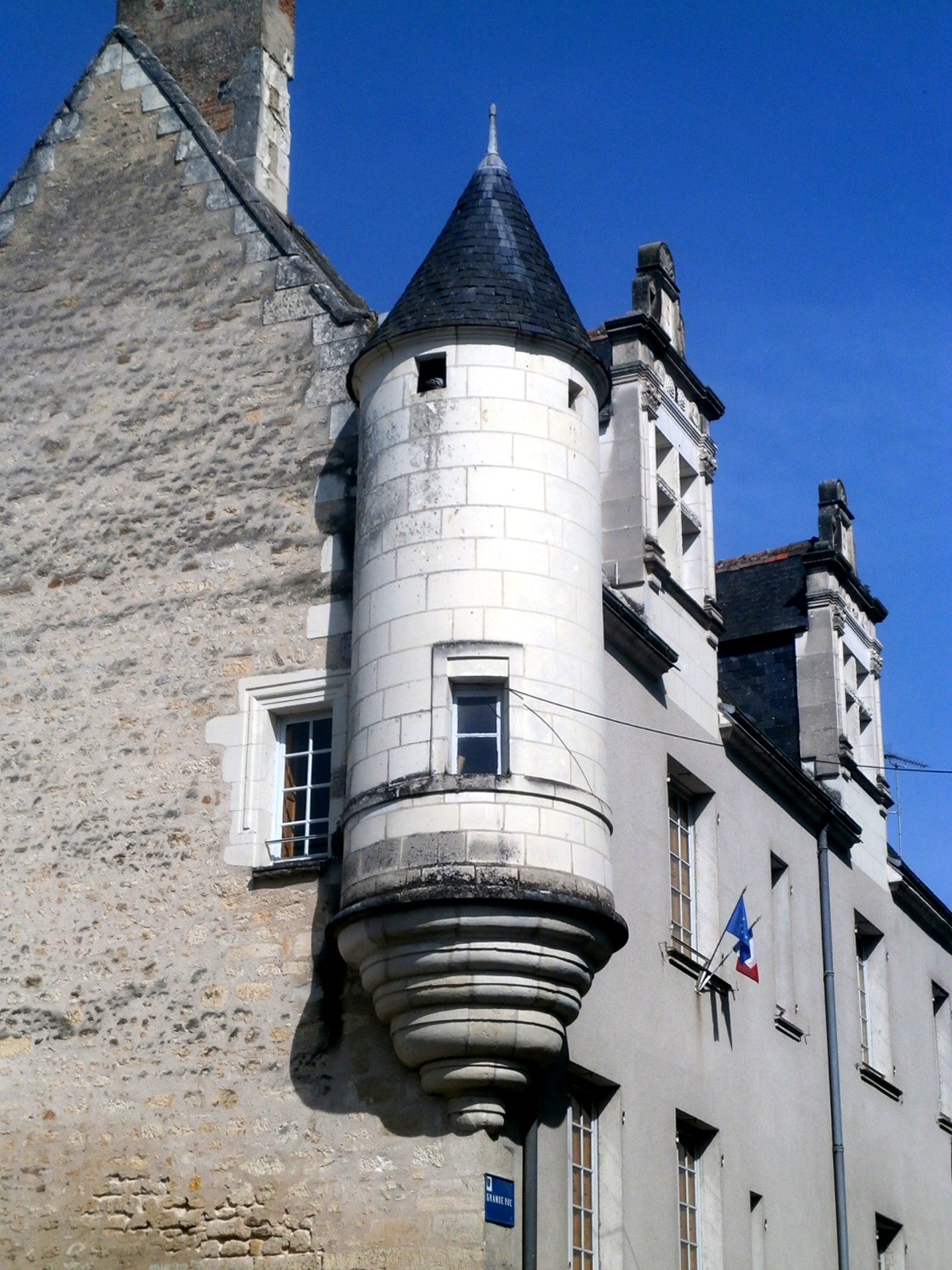
Tour d'angle.

La façade occidentale de cet édifice à un étage donne sur une terrasse alors que la façade orientale est surélevée par rapport à la rue qui la longe, en contrebas. Cette dernière façade est accompagnée, à son angle sud-est, d'une échauguette supportée par un cul-de-lampe.

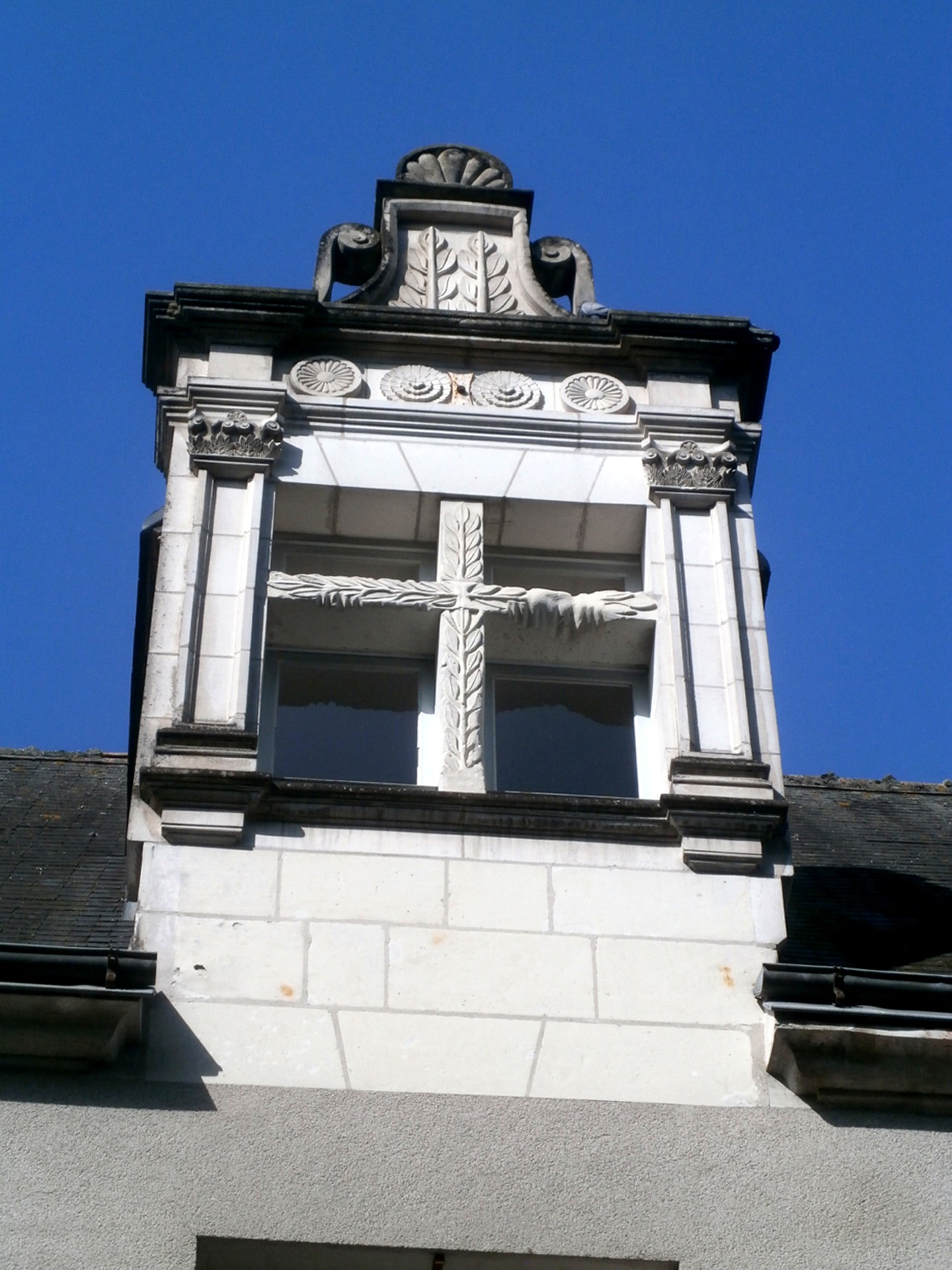
Lucarne des combles.

Si les fenêtres du rez-de-chaussée et du premier étage sont modernes, le comble est éclairé à l'est par deux lucarnes à meneaux de pierre décorées de feuillages alors que le linteau est orné de rosaces. Elles ont fait l'objet d'une restauration à l'identique dans les années 1990, au même titre que la tour d'angle et le reste de l'édifice.

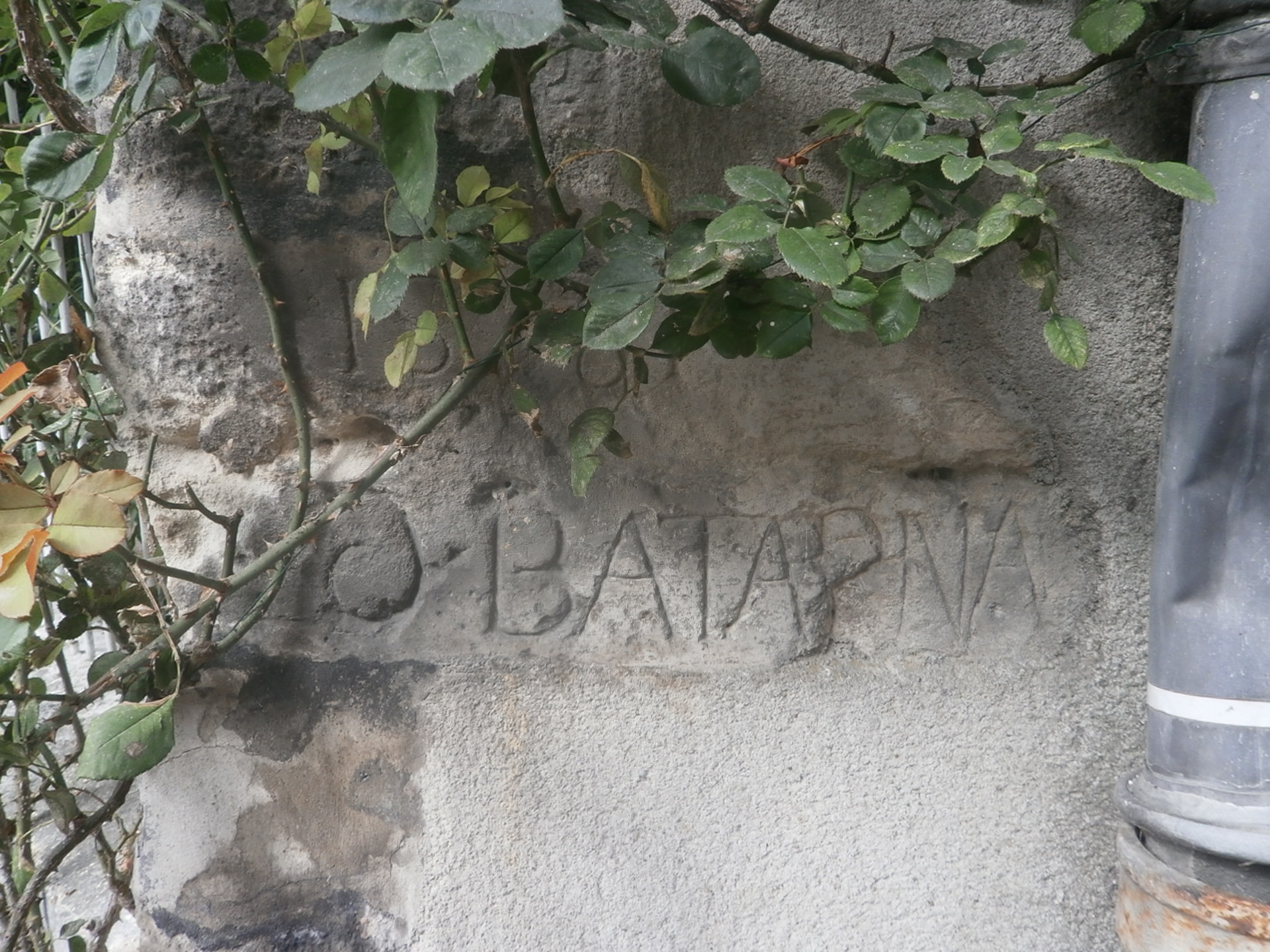
Inscription sur une pierre d'angle.

Une inscription, sur une pierre de chaînage d’angle, indique une date « 1581 » et un nom « F. de Batarnai ». Si l’inscription a bien été gravée à cette date, qui peut être celle de l’achèvement de l’édifice, ce ne peut être, comme cela a été suggéré, François de Batarnay, fils d’Imbert, qui en est l’auteur, car il est mort en 1513.